# 영양 산해리 오층모전석탑
영양 산해리 오층모전석탑(英陽 山海里 五層模塼石塔)은 대한민국 경상북도 영양군 입암면 산해리에 있는, 남북국 시대 신라의 오층 모전석탑이다. 산해리 강가의 밭 가운데에 서 있으며, 석탑 주변 논밭에 기와조각과 청자조각이 많이 흩어져 있어, 이 일대가 절터였음을 알 수 있다. 1977년 8월 22일 대한민국의 국보 제187호로 지정되었다.

## 개요
경북 영양군 입암면 산해리 강가의 밭 가운데에 서 있는 탑으로, 이 마을을 ‘봉감(鳳甘)’이라고 부르기도 하여 ‘봉감탑’이라 이름붙여졌었다. 석탑 주변의 논밭에 기와조각과 청자조각이 많이 흩어져 있어, 이 일대가 절터였음을 알 수 있다.
탑은 벽돌 모양으로 돌을 다듬어 쌓아올린 모전석탑(模塼石塔)으로, 1단의 기단(基壇)위에 5층의 탑신(塔身)을 올린 모습이다. 기단은 흙과 돌을 섞어 낮게 바닥을 깔고, 10여 개의 길고 큰 돌을 짜서 쌓았다. 그 위의 탑신은 몸돌과 지붕돌 모두 벽돌 모양의 돌로 쌓았다. 1층 몸돌에는 불상을 모시는 방인 감실(龕室)을 두었는데, 감실 양쪽에 둔 2개의 화강암 기둥과 이맛돌의 섬세한 조각이 장식적인 효과를 더해주고 있다. 2층 이상의 몸돌은 독특하게도 중간정도의 높이마다 돌을 돌출되게 내밀어 띠를 이루고 있다. 지붕돌은 전탑의 양식에 따라 아래윗면 모두 계단 모양의 층을 이루고 있으며, 처마의 너비는 좁아져 있다.
1단 기단의 모습과 돌을 다듬은 솜씨, 감실의 장식 등으로 미루어 보아 통일신라시대에 세워진 것으로 추정된다. 전체적인 균형과 정연한 축조방식을 갖추고 있으며, 장중한 아름다움을 보여주고 있는 우수한 작품이다.

## 사진

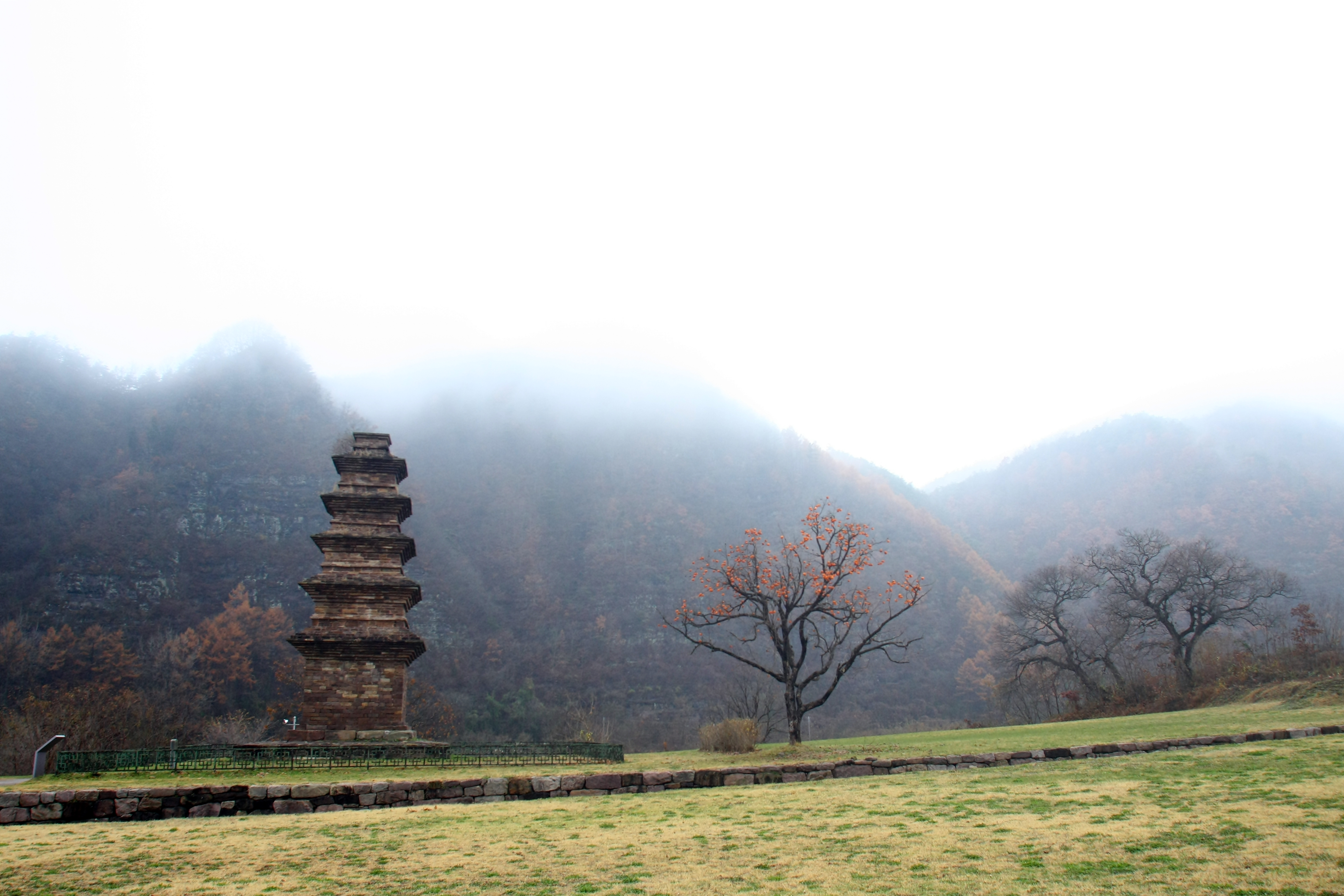
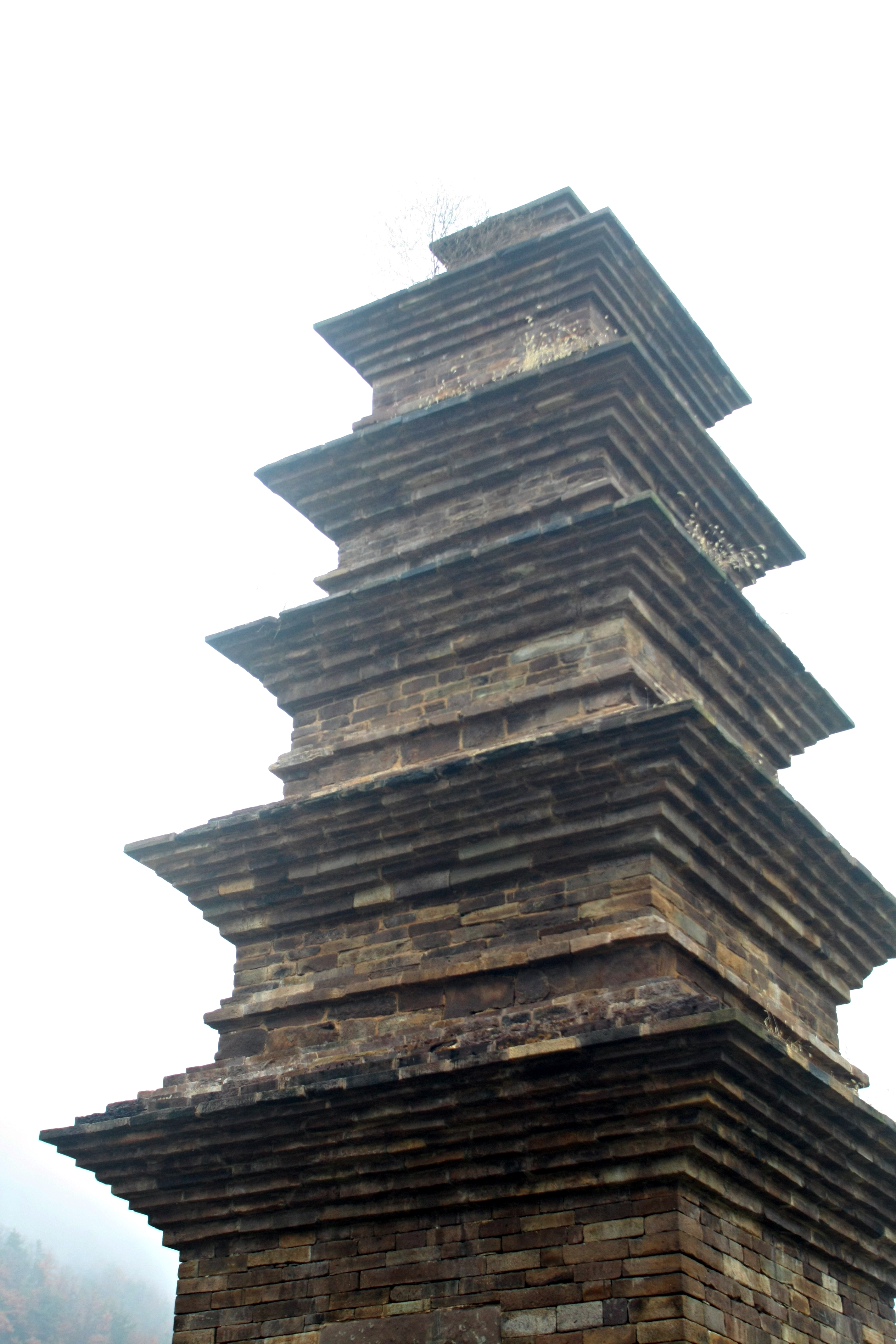
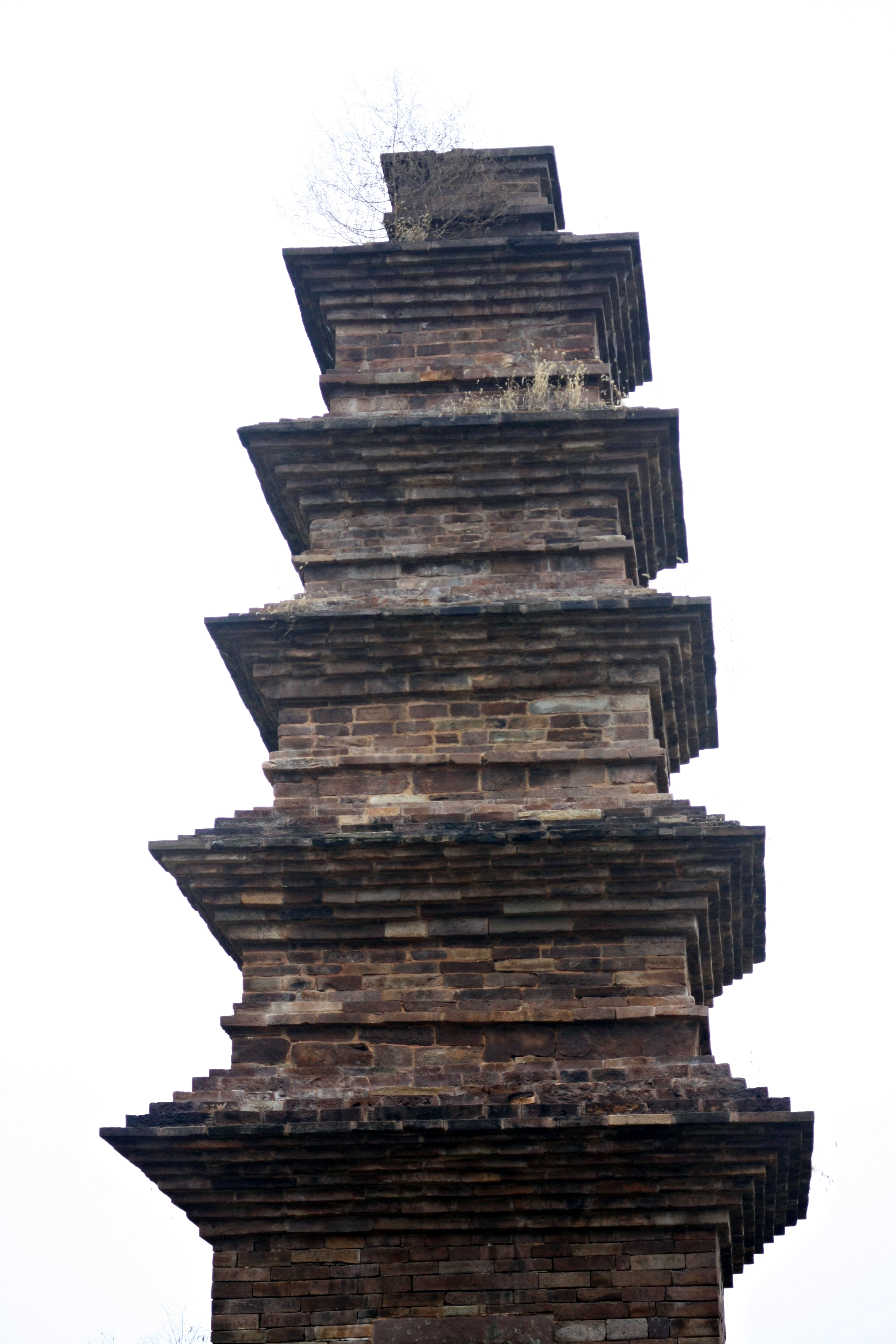

## 같이 보기
- 모전석탑
- 경주 분황사 모전석탑
- 영양 삼지리 모전석탑

## 참고 자료
- 영양 산해리 오층모전석탑 - 국가유산청 국가유산포털
- 한국저작권위원회 공유마당에 있는 사진[깨진 링크(과거 내용 찾기)]